# Carobius curvatus
Carobius curvatus is een insect uit de familie van de bruine gaasvliegen (Hemerobiidae), die tot de orde netvleugeligen (Neuroptera) behoort. 
Carobius curvatus is voor het eerst wetenschappelijk beschreven door New in 1988.